# Roger Bertemes
Roger Bertemes (Boevange, 4 juli 1927 – Luxemburg-Stad, 28 november 2006) was een Luxemburgs kunstschilder, graficus en auteur. Hij werd eind 20e eeuw met Robert Brandy en Lucien Wercollier gezien als een van de meest vooraanstaande figuren uit de hedendaagse kunst in Luxemburg.

## Leven en werk
Bertemes studeerde aan de Normaalschool in Luxemburg-Stad. In 1961 liep hij stage bij het Centre international d'études pédagogiques in Sèvres, later op het atelier van Johnny Friedlaender in Parijs. Vanaf 1947 gaf Bertemes les, aan lagere scholen in Boevange (1947-1951) en Bastendorf (1951-1956) en daarna in Luxemburg-Stad. Tussen 1970 en 1987 was hij verantwoordelijk voor het graveeratelier van het Lycée des Arts et Métiers.
Bertemes schilderde in aquarel en olieverf, maakte gravures, etsen en inkttekeningen en ontwierp glas-in-loodramen. Hij illustreerde meer dan veertig gedichtenbundels en literaire teksten. Zelf publiceerde hij een aantal kunstenaarsboeken en poëtische teksten bij zijn werken.
Bertemes exposeerde zijn werk meerdere malen, onder andere tijdens de jaarlijkse salons van de Cercle Artistique de Luxembourg (vanaf 1950), met Jean-Pierre Junius, Lou Kreintz en Marie-Thérèse Kolbach in de Galerie d'Art Municipale in Esch-sur-Alzette (1962) en solo bij Galerie Beffa in Luxemburg-Stad (1959) en in Villa Vauban (1987). Hij ontving voor zijn werk de Prix Grand-Duc Adolphe (1960), de Prix Biennale de gravures in Buenos Aires (1969), de Prix Biennale Male Formy Grafiki in Łódź (1989) en de Prix Pierre Werner (1992).
Roger Bertemes overleed op 79-jarige leeftijd.

## Enkele werken
- kruisweg in de kerk van Roodt-sur-Syre
- ca. 1960 drie gebrandschilderde ramen voor de Sint-Catharinakerk in Sanem.
- 1964 ontwerp twee ramen in het koor van de kerk in Beggen
- ca. 1975 ontwerp zes glasramen in het schip van de kerk van Betzdorf.
- 2004 ontwerp gebrandschilderde ramen in de kapel van de kliniek in Kirchberg.

## Werk in openbare collecties (selectie)
- Bibliothèque nationale de France
- Library of Congress in Washington D.C.
- Musée national d'archéologie, d'histoire et d'art, Luxemburg-Stad
- Nationale Bibliotheek van Luxemburg